# Get Behind Me Satan
Albums de The White Stripes
Elephant
(2003) Icky Thump
(2007)
Get Behind Me Satan est le cinquième album du duo rock The White Stripes paru le 7 juin 2005, et marquant une certaine transformation dans le genre musical des Whites Stripes qui évolue vers le blues et la country à la « sauce » Jack White.
Le titre de l'album que l'on peut traduire par « passe derrière moi, Satan » fait référence à une parole attribuée à Jésus dans l'Évangile selon Marc (8. 32-33).
Selon ce texte, Jésus, devant l'incrédulité de Pierre devant l'annonce de sa future résurrection, lui aurait dit : « passe derrière moi, Satan ! »

## Liste des titres
| No  | Titre                                    | Durée |
| --- | ---------------------------------------- | ----- |
| 1.  | Blue Orchid                              |       |
| 2.  | The Nurse                                |       |
| 3.  | My Doorbell                              |       |
| 4.  | Forever For Her (Is Over For Me)         |       |
| 5.  | Little Ghost                             |       |
| 6.  | The Denial Twist                         |       |
| 7.  | White Moon                               |       |
| 8.  | Instinct Blues                           |       |
| 9.  | Passive Manipulation                     |       |
| 10. | Take, Take, Take                         |       |
| 11. | As Ugly As I Seem                        |       |
| 12. | Red Rain                                 |       |
| 13. | I'm Lonely (But I Ain'T That Lonely Yet) |       |